# Jean Swank
Jean Swank   (segle XX), nascuda Mathilde Jeanette Hebb, és una astrofísica estatunidenca, més coneguda pels seus estudis sobre forats negres i estrelles de neutrons.

## Joventut i educació
Swank es va graduar amb Bachelor of Arts en física al Bryn Mawr College el 1961. Dos dels seus professors de física a Bryn Mawr eren antics alumnes de Caltech. Van influir en la seva decisió d'assistir a l'escola de postgrau a l'Institut Tecnològic de Califòrnia. Sota la supervisió de Steve Frautschi, va obtenir el PhD en física el 1967. La seva tesi va ser Correccions radiatives a les interaccions neutrins-electrons.

## Carrera professional a l'ensenyament
Swank va ensenyar física com a professora ajudant a la Universitat Estatal de Califòrnia a Los Angeles des de 1966 fins a 1969. Després del seu matrimoni, Swank es va traslladar a Illinois, on va ensenyar a la Universitat Estatal de Chicago des de 1969 fins a 1971.
El 1971, Swank i el seu marit es van traslladar a Ankara (Turquia), per incorporar-se a la facultat de la Universitat Tècnica de l'Orient Mitjà com a professors ajudants. Allà va conèixer a Hakkı Boran Ögelman, un investigador d'astrofísica d'alta energia i cap del departament de física en aquell moment que havia estat implicat en el grup d'astronomia de raigs gamma al Centre de vol espacial Goddard. A través d'ell, Swank es va assabentar d'experiments en desenvolupament per al vuitè Observatori Solar Orbitant (OSO-8) que es llançaria el 1975. Després de tornar als Estats Units d'Amèrica, Swank va sol·licitar i va rebre una beca postdoctoral a Goddard.

## Carrera professional a la NASA
Swank es va associar per primera vegada amb la NASA com a associat d'investigació resident per a l'Acadèmia Nacional de Ciències del Consell Nacional de Recerca (NAS/NRC) a la branca d'astrofísica de raigs X situada al centre de vol espacial Goddard.
Swank va ser l'investigadora principal del Proportional Counter Array (PCA) i la científica del projecte Rossi X-ray Timing Explorer (RXTE) llançat el desembre de 1995. El 1999, Swank va rebre el Premi Bruno Rossi juntament amb Hale Bradt «pels seus papers clau en el desenvolupament del Rossi X-Ray Timing Explorer, i pels importants descobriments resultants relacionats amb observacions d'alta resolució en temps d'objectes astrofísics compactes». Swank va ser nomenada investigadora principal del projecte Gravity and Extreme Magnetism Explorer (GEMS) de la NASA. La missió GEMS es va cancel·lar el 2012 a causa dels costos previstos entre un 20% i un 30% per sobre del pressupost.
Al llarg de la seva carrera al Goddard Space Flight Center, Swank va centrar la seva investigació en l'observació i anàlisi d'emissions de raigs X dels forats negres i les estrelles de neutrons. Va ser escollida membre de la American Physical Society el 1993. Va escriure o coautora de més de 300 articles científics publicats en revistes científiques o per la NASA durant la seva carrera professional. El juny de 2013, Swank va rebre la medalla de servei distingit de la NASA.
Swank es va retirar el 2013. El Goddard Space Flight Center la enumera com a científica emèrita al seu esbós biogràfic.
Va ser escollida Legacy Fellow de l'American Astronomical Society el 2020.

## Vida personal
Mentre participava en un programa d'investigació d'estiu a la Universitat de Maryland, va conèixer a Lowell James Swank, un altre físic. Es van casar el 1969 després que va ocupar una posició al National Accelerator Laboratory d'Illinois.